# Nowo Jankowo
Nowo Jankowo (bułg. Ново Янково) – wieś w Bułgarii, w obwodzie Szumen, w gminie Smjadowo. W 2024 roku liczyła 108 mieszkańców.